# Masontown (Pennsylvania)
Masontown è un comune (borough) degli Stati Uniti d'America, situato nello stato della Pennsylvania, nella contea di Fayette.
La città è stata meta, ad inizio Novecento, di un grande flusso migratorio, proveniente prevalentemente dalla Toscana e, in particolare, dalla provincia di Pisa, per la concomitante chiusura di molte miniere italiane e la disponibilità di lavoro sul territorio americano.